# Windmühle Achim
Die Windmühle Achim in Achim-Uesen, Mühlenstraße 55, stammt aus dem 18. Jahrhundert. Sie ist ein Wahrzeichen der Stadt.
Das Gebäude steht unter Denkmalschutz (Siehe auch Liste der Baudenkmale in Achim (Landkreis Verden)).

## Geschichte
Auf dem Geestrücken von Achim befand sich nach dem Dreißigjährigen Krieg ab 1651 eine Bockwindmühle, die gegen den Widerstand der schwedischen Landesherren im Herzogtum Bremen durchgesetzt werden konnte.

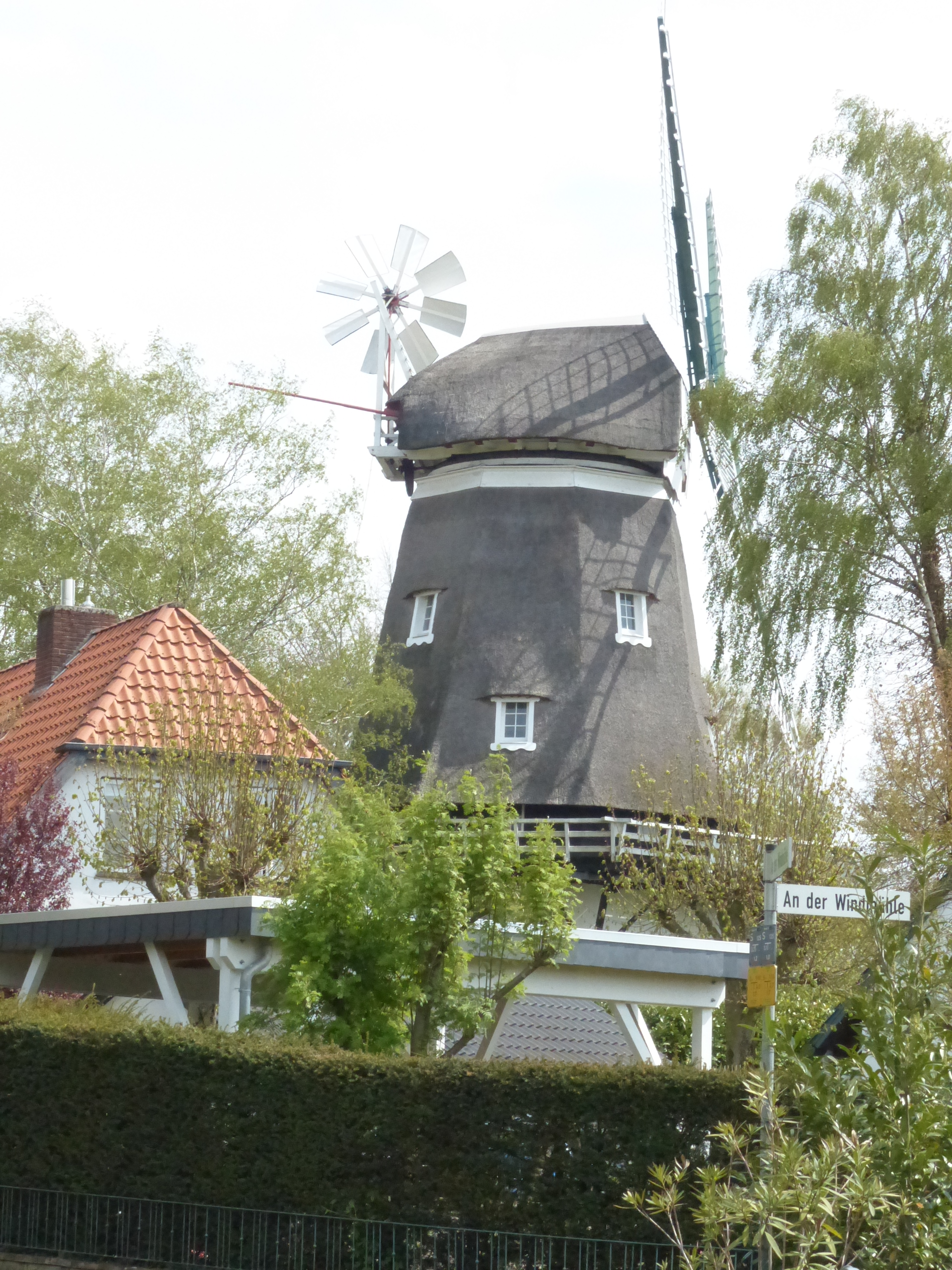
2021

Hier wurde 1761 die Galerieholländer-Windmühle mit einem zweistöckigen reetgedeckten Turm für den Windmüller Johann Heinrich Weidenhöfer gebaut. Sie ist 29 m hoch und die vier Flügel elf Meter lang. Wenige Meter entfernt steht das Müllerhaus, wo es am Karfreitag 1813 zu einem Feuergefecht zwischen russischen Kosaken und französischen Infanteristen kam.
1912 erfolgte die Nachrüstung mit einer Windrose, ⁣⁣um den Mahlbetrieb den Windverhältnissen anzupassen. Später erfolgte der Einbau eines Elektromotors. Bis 1965 arbeitete die Mühle mit zwei Mahlgängen und einem Walzenstuhl; sie wurde dann stillgelegt. Letzter Pächter war Johann Meyer, der seinen Betrieb nach Embsen verlegte. Die Stadt kaufte die Mühle.
Der Verein zum Erhalt der Achimer Windmühle wurde 1969 gegründet. Die Mühle wurde in Etappen gründlich saniert und
kann besichtigt werden. Im dritten Stockwerk der Mühle stellt der Heimatverein Achim rund 100 Jahre altes Zimmermannswerkzeug aus. Von Mai bis Oktober besteht die Möglichkeit standesamtlicher Trauungen in der Windmühle.
Sie ist Teil der Niedersächsischen Mühlenstraße.